# Мясников, Сергей Георгиевич
Серге́й Гео́ргиевич Мяснико́в (род. 27 января 1967, Тольятти, Куйбышевская область) — советский и российский спортсмен, яхтсмен, участник Олимпийских игр 1996 года.

## Биография
Воспитанник тольяттинского яхт-клуба «Чайка». Мастер спорта международного класса. Неоднократный призёр и чемпион России, призёр кубка России. Член сборной команды СССР и России.
Серебряный призёр чемпионата Европы в классе «Торнадо» 1996 года в составе экипажа Юрия Коновалова. В том же году экипаж принял участие в летних Олимпийских играх, где занял 12-е место.
На чемпионате мира 1999 года в паре с Максимом Семёновым занял 48-е место.